# Peter Abbott
Peter Ashley Abbott (født 1. oktober 1953 i Rotherham, South Yorkshire) er en engelsk tidligere professionel fodboldspiller, der spillede som angriber. 
Han spillede i sin aktive karriere for Manchester United, Swansea City, Hartford Bicentennials, Crewe Alexandra og Southend United.